# 日の光もなく
『日の光もなく』（ひのひかりもなく、露：Без солнца）は、モデスト・ムソルグスキーが1874年に作曲した6曲からなる歌曲集。

## 概要
翌年から着手される歌曲集『死の歌と踊り』同様、遠縁で作曲当時、共同生活を送っていた詩人アルセニイ・ゴレニシチェフ＝クトゥーゾフ（Арсений Голенищев-Кутузов）の詞に付曲、献呈した作品である。作詞に当たり、作詞者へムソルグスキーから予め内容の指示があったのではないかと推測されている。非常に厭世的かつ抒情的な内容の曲で、同時期に作曲が開始されたオペラ『ホヴァーンシチナ』との類似性も指摘される。出版は作曲直後の1875年2月にベッセル社から行われた。同社からは、1908年にリムスキー＝コルサコフによる校訂版も出版されている。
原曲はピアノ伴奏であるが、エフゲニー・スヴェトラーノフやエディソン・デニソフによる管弦楽伴奏版もあり、それぞれ録音もされている。

## 構成
歌詞大意（意訳）
第1曲「周囲を壁に囲まれて」（В четырех стенах）
狭く静かで愛しい部屋。底知れぬ影、答えなき影。
深く悲しい思いと歌。脈打つ胸に秘めた望み。
時は飛び去り、瞳は遠い幸せを見つめる。
多くの疑惑、多くの忍耐。ご覧、やって来たよ、孤独な私の夜が。
第2曲「人混みの中で貴方は私に気付かなかった」（Меня ты в толпе не узнала）
人混みの中で貴方は私に気付かなかった。
私が貴方の眼差しをとらえたその時、
愛の喜びと忘れられた悲哀を感じた。
第3曲「騒がしい日は終わり」（Окончен праздный шумный день）
騒がしい日は終わり、五月の夜の闇が町を包む。
だが私は眠ることができず、夜明けに失われた年月を振り返る。
多くの希望、迷いを心に蘇らせる。が、それは幻に過ぎない。
ただ一つの影が私の前に現れる。
それは愛しい人、涙の中に心の全てを捧げた人。
第4曲「退屈するがいい」（Скучай）
退屈するがいい。貴方はそのために生まれた。
退屈するがいい。うつろな心で愛の言葉を聞き、真の夢に偽りで応え。
退屈するがいい。生まれてから死ぬまで貴方の道は既に定まっている。
徐々に力を使い果たし死ぬのだ、主が汝と共にあらんことを。
第5曲「悲歌」（Элегия）
霧の中に夜はまどろみ、星は瞬く。馬の群れが遠く鈴を鳴らす。
移ろいやすい思いは、私を不安に慄かせる。
失われた希望の影が見え、未来の戦に怯える。
遠く聞こえるは、生の騒めき、群集の嘲笑。
予言の星は、私の未来のように霧の中に隠れる。
第6曲「川のほとりで」（Над рекой）
思いに沈む月、遠い星達は、青い空より水面に見とれる。
黙って私は深き水を見つめる。水中の妖しい声が聞こえてくる。
それは私を魅惑し、怯えさせ、疑惑を呼び起こす。
聞けと言うのか? ならばここを動くまい!
行けと言うのか? ならば慌てて逃げ出そう!
深みへと誘うのか? ならばすぐに飛び込もう!